# ADRC Icasa
Az Associação Desportiva Recreativa e Cultural Icasa, röviden Icasa, labdarúgócsapatát Ceará államban, Juazeiro do Nortéban alapították 1963. május 1-én. Az állami Cearense bajnokság mellett, az országos bajnokság harmadik vonalában, a Série C-ben szerepel.

## Története
A csapatot 1963. május 1-én Icasa Esport Clube néven, az Indústria Cearense de Algodão S.A (Cearái Gyapot Gyár) vezetősége alapította. 1998-ban a klubot egy komoly perköltséget követően, nem tudta finanszírozni a gyár és csődbe ment. Hivatalos jogutódként a megszűnésüket követően megalakult Juazeiro Empreendimentos Esportivos, valamint az ADRC egyesületét nem ismeri el, sem a Cearái labdarúgó-szövetség, sem a CBF.

## Játékoskeret
2014-től
| #  |     | Poszt | Név             |
| -- | --- | ----- | --------------- |
| 12 | BRA | K     | Fernando Júnior |
| 13 | BRA | K     | Mauro           |
| 30 | BRA | K     | Davi            |
| 40 | BRA | K     | Madson          |
| 4  | BRA | V     | Ivonaldo        |
| 22 | BRA | V     | Teles           |
| 28 | BRA | V     | Pedro Lucas     |
| 32 | BRA | V     | Jefferson       |
| 8  | BRA | KP    | Luiz Fernando   |
| 14 | BRA | KP    | Rodrigo Vitor   |
| 15 | BRA | KP    | Rodney          |
| 26 | BRA | KP    | Fernando Sobral |
| 16 | BRA | KP    | Guidio          |
| 18 | BRA | CS    | Nubio Flavio    |
| 29 | BRA | CS    | Maksuel         |
| 39 | BRA | CS    | Bismark         |